# 琴錦功宗
琴錦 功宗（ことにしき かつひろ、1968年（昭和43年）6月8日 - ）は、群馬県群馬郡箕郷町（現：高崎市）出身で佐渡ヶ嶽部屋に所属した元大相撲力士。本名は松澤 英行（まつざわ ひでゆき）。最高位は東関脇。現在は年寄・朝日山。

## 来歴

### 柔道より相撲
箕郷町立箕郷中学校では柔道部で活躍していたが、相撲大会にも駆り出されて蔵前国技館で行われた全国大会にも出場した。その実績はロサンゼルスオリンピックで金メダルを獲得した山下泰裕からスカウトされるほどだった。当初は高校進学が決まっていたが、全国大会を観戦に来ていた佐渡ヶ嶽からサインをもらった際に恵まれた体格を見出され、父親から「柔道ではメシが食えないから相撲で稼いでこい」、佐渡ヶ嶽から「相撲に来れば強いヤツとたくさん戦えるぞ。柔道なんて目じゃねえよ」と言われ、佐渡ヶ嶽のセリフをきっかけに大相撲へ進むことを決意、1984年3月場所で「琴松澤」の四股名で初土俵を踏んだ。同期には共に幕内で活躍する湊富士、大至、旭豪山がいる。入門当時は当時の新弟子検査の基準ギリギリの175cm、80kgの体格であった。
佐渡ヶ嶽部屋での生活が始まって最初の朝、4時に部屋の者にいきなり鼻を殴られ、起きると鼻血が流れた。稽古場では兄弟子も師匠や部屋頭からスコップ、バットによるかわいがりを受け、稽古場にあるテープが巻かれた竹箒500本のうち、琴松澤を殴って壊れる分だけでも一日に5〜6本が消費された。足の裏の皮や爪も剥がれ、毎日足は血だらけだったというが、このようなしごきを受けたのは稽古初日に稽古場で関取の顔を張ったためで、そのような鼻っ柱の強さから自然に目を付けられていたためだった。それでも琴松澤の家は貧乏で、何としても親孝行したいという強い想いからかわいがりには必死に耐え、ちゃんこにおいても当時は力士とはいえ褌担ぎとなれば好きなだけ食べられる時代ではなかったため、具の欠片だけが残ったちゃんこのスープとポン酢で丼飯を12〜13杯を食べた。佐渡ヶ嶽部屋は70人ほどが在籍する大部屋だが、それらの皿洗いや家事などを同期入門の力士と二人だけでこなしていたために昼寝する時間も無く、稽古が足らない分は夜間に屋上へ行き、ダンベルを持って鍛えた。そんな新弟子時代の自身に対する扱いに関して、2018年の週刊誌の記事では「大事にされていたらダメな力士だったんだと思いますよ。褒められると必ず負ける。師匠（佐渡ヶ嶽）と揉めてる時は優勝しちゃったりしてね。だからしごかれた兄弟子や、師匠にも、本当に感謝してます」と振り返っている。

### 「二代・琴錦」襲名
そうした努力が実を結び始め、初土俵から2年ほどで幕下へ昇進した。その一方で身体が小さく、新弟子時代は周囲に名前を覚えてもらえず、「キミ」「ぼく」呼ばわりされていたと言い、幕下昇進後にようやく「マツ」という渾名を付けられつつも、フルネームはそれでも覚えてもらえなかったという。この頃から琴ヶ梅と共に井筒部屋へ出稽古するようになり、逆鉾から「小さく中に入り、鳥が羽ばたくように大きく広がりなさい。差す時には手の甲から入ること。背は伸ばせないから肩幅を広げなさい。そうすると相手からは大きく見えるから」と指導を受けた。
西幕下5枚目で迎えた1987年（昭和62年）9月場所、11代・佐渡ヶ嶽の四股名である「琴錦」へ改名した。当時、鏡山部屋の序ノ口力士に同音の「虎勝錦」が在籍していたために本来は改名できないはずだったが、佐渡ヶ嶽より鏡山へ懇請し格違いで譲ってもらい、改名を果たしている。実は琴錦の名は松澤自身が入門する直前に友人と考えていた四股名と全く同一で、11代親方と相撲の型（容貌、性格も）が似ていたと言われ、11代親方夫人の許しを得たものだった。しかし松澤本人は、「琴錦」の名が11代親方の現役時代の四股名だったとは全く知らず、入門後に聞いて大変驚いた。その場所は2勝5敗と負け越し、関取昇進は一度お預けとなったが、同年11月場所、1988年（昭和63年）1月場所と連続して5勝2敗の好成績を挙げ、同年3月場所に十両昇進を果たした。この場所では力の差を見せつけられて4勝11敗と大きく負け越し、一場所で幕下に陥落したが、同年9月場所へ再昇進を果たすとその後は順調に番付を上げていき、1989年（平成元年）5月場所に新入幕を果たした。小柄な身体から繰り出される速攻の突き、押しの取り口は「F1相撲」と評され、「風のエール」という応援歌も作られた。また、同時期は貴花田・若花田のいわゆる「若貴」ブームだったが、どちらにも強かったことから「若貴キラー」とも呼ばれていた。

### 復活の平幕優勝
1990年（平成2年）3月場所では横綱、大関陣に全く歯が立たず、4勝11敗と振るわなかったが、同年5月場所には横綱・北勝海を破って初金星を挙げるなど9勝6敗と勝ち越し、初の三賞となる敢闘賞を受賞、7月場所では横綱・千代の富士、大関・北天佑を破るなどの活躍が評価され、殊勲賞を受賞した。9月場所で小結に昇進すると、初日にいきなり北勝海を破るなど9勝を挙げ、2場所連続の殊勲賞を受賞した。
1990年（平成2年）11月場所で新関脇に昇進すると、霧島・小錦の両大関、横綱・旭富士を破るなど初日からの6連勝を含む10勝5敗と活躍し、3場所連続の殊勲賞および技能賞を受賞した。さらに1991年（平成3年）1月場所では初日からの8連勝を含む11勝4敗の好成績を残し、2場所連続の技能賞を受賞、勝ち星自体も2場所連続で二桁を記録し、いよいよ大関の声がかかるようになった。しかし佐渡ヶ嶽は、琴ヶ梅に代わる大関候補の誕生に期待をかけながらも琴錦の素行面を不安視しており、同年3月場所の直前に琴錦の女性問題が発覚したことでその不安は的中してしまった。琴錦は当時行きつけの喫茶店でアルバイトをしていた女性と入籍済みで、しかもその女性が身重であったにもかかわらず「（別の）女子大生と結婚する」と言い出し、挙句の果てに「どっちも好きだし…」と発言するなど人間性を疑われるような言動に終始したことで「重婚するつもりか」と周囲からバッシングを受けた。当初は報道を否定していたが、結局双方に弁護士が入った結果、婚約者の元に戻った。
事態を重く見た日本相撲協会から琴錦、佐渡ヶ嶽に対して謹慎処分を発表し、「相当の好成績を上げない限り、大関昇進は有り得ない」と厳しい対応を決めた。この場所では前例の無い辛辣な野次を浴びた影響もあって9勝6敗に終わり、大関昇進の絶好期を逃してしまった。同年5月場所も8勝、7月場所においては場所中に左足首を負傷する不運もあり4勝11敗と大きく負け越し、大関昇進どころか平幕へ陥落という苦しい場所となった。この場所は同部屋の兄弟子、琴富士が平幕優勝を果たした場所だったが、場所後の打ち上げでは歓喜の輪に自ら入ることは無く、部屋の隅で一人寂しく笑顔の兄弟子の姿を眺めるだけだったという
自分の撒いたタネとはいえ、女性問題による謹慎処分と平幕へ陥落、さらには兄弟子の平幕優勝の快挙による歓喜に加わることが出来なかった琴錦の落ち込みは相当なものだった。廃業も考えていた琴錦に対して佐渡ヶ嶽は7月場所終了後、故郷に帰っての休養を命じた。故郷に帰っても周囲から白い目で見られるだけと思っていたが、帰郷すると地元では温かい励ましを受け、怪我の治療をしながらやる気を取り戻していく。番付は前頭5枚目まで落ちたが、部屋に戻ってからは猛稽古に取り組み、9月場所は2日目に若花田、12日目貴花田に敗れたものの、14日目を終えて12勝2敗と優勝争いの先頭をキープ。千秋楽、優勝が懸かる大一番で舞の海を土俵下まで吹っ飛ばし、13勝2敗で幕内最高優勝を果たし、7月場所の琴富士に続いて2場所連続の平幕優勝を佐渡ヶ嶽部屋勢で達成した。

### 三役・三賞の常連へ
1991年（平成3年）11月場所では小結に復帰し、場所前の予想では「本命不在」「連覇の可能性は十分ある」と言われた。初日に霧島、9日目に新入幕の貴ノ浪に敗れるも13日目を終えた時点で2敗を守り、1敗で優勝争いの先頭を行く大関・小錦と14日目に直接対決が組まれた。二子山理事長は「二場所連続優勝なら、大関昇進を考える余地がある」と発言、過去に例の無い「関脇以下での連続優勝」、前田山英五郎以来となる「関脇を飛び越えての大関昇進」に期待が高まった。琴錦はこの一番を制して優勝争いで小錦と並んだが、千秋楽は若花田に敗れて12勝3敗（優勝次点）となり、連覇にはあと一歩届かなかった。しかもこの一番で古傷の左足首を負傷し、1992年（平成4年）1月場所では関脇に復帰するも7勝8敗と負け越し、大関昇進は完全に振り出しとなった。
同年3月場所は前頭筆頭、5月場所は小結でそれぞれ9勝を挙げて7月場所で関脇に返り咲くも、この場所を6勝9敗と負け越して一気に平幕へ逆戻りしてからは、9月場所（前頭筆頭）、11月場所（小結）と大関昇進どころか平幕と三役を行ったり来たりする日々が続く。11月場所では大関・曙と千秋楽まで1敗を守って優勝争いを演じるが、千秋楽に前年の若花田に続いて、今度は大関昇進の望みを繋ぎたい関脇・貴花田に敗れて優勝を逃す。1993年（平成5年）1月場所では半年ぶりに関脇に復帰し、貴花田と共に大関昇進を狙うチャンスだったが、場所直前の稽古不足が響いて11日目からまさかの5連敗を喫して負け越すなど、大関昇進のチャンスに三度も手を掛けながらついに大関昇進は果たせなかった。
大関昇進の夢が断たれたものの、1993年（平成5年）9月場所から6場所連続、1995年（平成7年）11月場所から4場所連続で関脇の地位を守るなど、常に三役から幕内上位で活躍する。この頃から貴乃花・曙には力負けすることが多くなったが、若乃花に対しては1995年（平成7年）1月場所から4連勝、武蔵丸・貴ノ浪の両大関陣にもたびたび土を付け、互角に近い力を発揮（若乃花戦は16勝25敗、武蔵丸戦は18勝26敗、貴ノ浪戦は19勝21敗といずれも負け越してはいるが負け数は全て10敗以内）したほか、武双山・魁皇ら次世代の大関を目指す力士に対して重要な取り組みで黒星を付けるなど存在感を増し、その活躍が評価されて三賞受賞の常連となった。1998年（平成10年）1月場所では武双山、同年5月場所では貴闘力に対して八艘飛びの奇襲を仕掛けて勝利するなど、ファンを驚かせて楽しませる相撲を披露した。正攻法の相撲が基本だが、時たまこのような奇襲戦法も用いて白星を重ねる姿を見せた。

### 史上初、2度目の平幕優勝
1998年（平成10年）1月場所は小結で迎え、武蔵丸・若乃花の2大関を下しての10勝を挙げて技能賞を受賞、3月場所は6勝9敗となり平幕に陥落するも、5月場所では4年間未勝利だった曙を下して11勝を挙げ、3年ぶりの殊勲賞を受賞する。しかし同年7月場所の貴乃花戦で右足を痛めて途中休場、公傷制度を申請出来るほどの怪我だったがあえて申請しなかったために、翌場所も出場した結果、前頭7枚目で5勝10敗となり、11月場所では前頭12枚目まで下がった。30歳となり体力の衰えと気力の限界を感じていた琴錦は場所前に佐渡ヶ嶽へ引退を相談する。年寄名跡を所得していなかったことで協会に残らず、自動車整備業の仕事に就きたいと考えていたが、佐渡ヶ嶽は激怒して36歳にしてもなお十両で活躍を続ける琴稲妻佳弘を例に出し、「バカヤローッ!何が限界だ!（琴）稲妻を見てみろ!今でも頑張ってるじゃないか。それに転職なんかこの不景気の中、予想以上に物凄く大変なんだぞ!甘ったれるのもいい加減にしろ!もう一度死ぬ気になってやれ!」と長時間にわたって叱責されたという。この言葉で目が覚めた琴錦は引退を撤回し、同年11月場所は初日から見違えたかのような相撲を見せ、11連勝で優勝争いの単独首位に立つ。12日目に若乃花に敗れて連勝は止まるも、13日目に貴乃花に完勝して金星を獲得、会場内はたくさんの座布団が乱れ飛び、協会役員室で取組を見ていた佐渡ヶ嶽は部屋を飛び出し、琴錦に握手を求めたほどだったという。14日目には貴ノ浪を圧倒し、2敗で追いかけていた土佐ノ海が敗れたことで、史上初となる二度目の平幕優勝を達成し、この日審判長として土俵下にいた佐渡ヶ嶽が感極まって涙ぐむシーンが見られた。同時に「アイツ（琴錦）は相撲も速いが気も早い。やれば出来るんだよ。（琴）錦本人がそれに気付いてないんだから」と苦笑しながらコメントした。今も尚、当時の琴錦なら何ら不思議でもない実力通りの優勝と語り継がれている。
琴錦は千秋楽も勝利して14勝1敗となり、優勝に花を添えた。2度の平幕優勝は史上初（2022年（令和4年）11月現在でも琴錦ただ1人）の快挙で、同時に殊勲賞・技能賞も受賞18回目の三賞、43場所ぶりの優勝は史上最長間隔だった。また、最高位が関脇以下で複数回の幕内最高優勝を達成した初の力士でもある。

### 現役引退
1999年（平成11年）1月場所では小結に復帰し、初日に貴乃花を破って前場所の優勝がフロックでないことを証明した。この場所は6勝9敗と負け越したがその後も幕内上位で活躍、1999年3月場所は若乃花に勝ち5月場所も若乃花に勝ち7月場所は貴乃花に勝ち3場所連続8個目の金星、9月場所は若乃花に勝つなど前場所から6場所連続で対横綱戦に勝利（最高位が関脇以下の力士としては史上初）するなど、さらなる活躍が期待された。しかし、2000年（平成12年）1月場所では前頭3枚目で3勝12敗と大敗すると幕内下位へ番付を落とし、同年3月場所では前頭8枚目で迎え、4日目にそれまで通算39勝8敗と大の得意としていた安芸乃島戦で右肘内側側副靱帯を損傷、前日の取組で負傷した部分をさらに悪化させたことで途中休場となった。同年5月場所では西十両筆頭に陥落したが公傷制度を利用して全休、7月場所は8勝7敗と勝ち越したものの9月場所では東十両筆頭に留まり、結果的に幕内復帰が見送られてしまった。同場所も初日から5連敗を喫し、7日目の敷島戦で敗れたのを最後に現役を引退、準年寄・琴錦となった。佐渡ヶ嶽はこの時の引退の決意を翻意できず、琴錦の引退会見では「やる気があればまだこれからなのに…辞めるのには早過ぎる」と惜しんでいた。
引退後の会見にて、印象に残る力士として若乃花の名を挙げた。小柄な体格ながらも横綱まで昇進した若乃花に対して琴錦は一目置いており、「若乃花関は動きの速い力士で、対戦すると何かを学べるから楽しい」と語り、若乃花も「琴錦関は自分と同じ瞬発力で相撲を取るタイプ。取り口を真似したことがある。良い手本で、学んだり盗んだりした」とお互いに認め合っている。土俵上でも両者は熱戦を展開しており、琴錦が優勝した2度の場所では、いずれも琴錦は若乃花に敗れている。

### 引退後
2002年（平成14年）7月場所後に甲山部屋の力士が全員引退し、甲山部屋は事実上消滅した。当初、9代・甲山は9月場所を最後に退職し、年寄・甲山を琴錦に譲ると公式に表明し、琴錦自身も年寄・甲山を襲名することを発表した。しかし、甲山が周囲に説得されて翻意し、退職せずに湊部屋に移籍したため、この話は白紙に戻った。一説には、時津風一門が年寄名跡を一門外に流出することを防止するため、退職を思い留まらせたという。結局、2005年（平成17年）5月26日に甲山が停年（定年）を迎えても、琴錦が襲名することはなく、大碇が5月27日に10代・甲山を襲名し、後にはこの名跡を正式に取得した。
2002年（平成14年）9月場所後、準年寄としての2年間の資格期間の満了が差し迫っていたため、一門外ではあったが年寄・若松を一宮章から借り受け、13代・若松を襲名した。その後、2003年（平成15年）9月に空き名跡の年寄・竹縄を花田茂廣から借り受け、若松から竹縄に名跡変更をしている。年寄・竹縄の所有者は栃乃洋泰一に変わったが、引き続き借り受けた。なお、引退の原因となった肘の故障は栃乃洋との対戦で負ったものである。
2007年（平成19年）7月、竹縄から浅香山に名跡を変更した。浅香山も借株で、所有者は元大関・魁皇であるが、その魁皇も2011年（平成23年）7月場所限りで現役引退、年寄・浅香山を正式襲名している。2009年（平成21年）1月13日に元横綱・稀勢の里が取得した荒磯を、同年9月27日付には先に停年退職した元関脇・長谷川（その後、元大関・琴奨菊が所有）の持つ秀ノ山を、2014年（平成26年）1月21日には元関脇・嘉風の持つ中村をそれぞれ借株として名跡変更をしている。また、中村に名跡変更すると同時に尾車部屋へ移籍した。移籍先の尾車部屋では、所属の豪風（元関脇、現押尾川親方）や嘉風（元関脇、現中村親方）に、自身の持ち味の速攻相撲を伝授し、両者に幕内長寿力士となる基礎を植え付けた。これは財団法人としての相撲協会において最後の借株襲名で、その7日後の1月29日をもって公益法人へ移行したことで借株が原則禁止となったため、まさしく滑り込みで借り換えたことになる。
2016年（平成28年）1月6日、先代の停年退職により空き名跡となっていた年寄・朝日山を継承、襲名し、合計6株に亘る借株生活に別れを告げた。準年寄時代の2年間も含め、引退から15年4か月、47歳で初めて年寄名跡を取得したことになる。また「朝日山」の年寄株取得に際して、2016年（平成28年）末までに尾車部屋から独立し、2015年（平成27年）1月場所限りで閉鎖された朝日山部屋を再興する意向を表明。その後、同年5月26日の理事会で、6月1日付で力士3名と共に朝日山部屋を独立することが承認された。この時点で、独立時に必要な内弟子を確保しており、部屋の土地も千葉県内に取得済だった。
日本相撲協会の中においての役職は、上述の通り長年にわたり借株であったため平年寄の地位に据え置かれていたが、2016年（平成28年）3月に行われた協会の新たな職務分掌では、2階級昇格し委員となった。
引退後の審判部所属前は、しばしば大相撲中継の解説を務めたが、そのとても分かりやすい解説は毒舌の北の富士勝昭からも絶賛されている程である。また、ベースボール・マガジン社発行の雑誌「相撲」では、本場所展望号でその場所の好取組に対する予想と解説を行うことが恒例となっている。また、木戸での切符もぎり担当だった際も、来場客への接客態度を絶賛されていた。
弟子育成に関しては関取が出ず、関取候補で高校相撲のエリートであった朝日龍（最高位・東幕下23枚目）が3年足らずで引退するなど、苦難を経験している。その後、関取はおろか現役幕下すら在籍していない状況となった。
2017年（平成29年）9月には体調不良で休場した枝川親方に代わって勝負審判を初めて務め、それから約1年後の2018年11月には退職した貴乃花親方に代わって審判部に所属となった（2025年1月まで）。
2017年（平成29年）には長男の亮英（あきひで、1998年4月14日 - ）が自身の部屋に入門し、「松澤 亮英（まつざわ あきひで） → 若勢道 央（わかせいどう あきら）」の四股名で2022年7月場所まで相撲を取った。最高位は西三段目70枚目。

## 人物
自身が突き押し主体の力士だったためか、指導方法としては押しを重視するタイプである。記事で取り上げる対象が四つ相撲の取り手であろうとそれは変わらず、むしろ四つ相撲の力士にこそ「稽古場で差さないこと」「差す稽古をすると力が落ちる」と自身の記事で押しの稽古をすることを強く勧めている。また、突っ張りに関しては相手の懐に潜り込むために数発ほど撃つやり方を自身の記事で指導している。胸からあたる立合いや諸手突きに頼る立合いなど甘い立合いには辛辣な評価を下す傾向がある。また、張り差しやかち上げなども、琴錦としては正攻法の相撲では無いと見做し、前者ほどではないものの、やや辛辣な評価を下す傾向にある。
自身の現役時代と比べて角界のレベルは低下していると主張している。2017年7月場所前には「私は（幕内で）2回優勝していますが、もし今自分が現役なら、あと2、3回は優勝できていたんじゃないかと思います。その理由はレベルの違い。はっきりいって、どんどん落ちていますね。若貴時代なら朝青龍は横綱にはなっていない、関脇止まりでしょう。白鵬は微妙ですが、少なくともこんなに優勝して大横綱と呼ばれてはいない」と話している。それを証明する一番が、2002年9月場所の貴乃花と朝青龍の1番だといい「朝青龍は勢いがある新大関。一方、貴乃花は7場所連続の休場明けで引退間際。このボロボロの貴乃花に朝青龍は勝てなかった、そういうことです」と説明している。レベル低下については「圧倒的に稽古の量が減りました。私のころは三番稽古といえば、100番は取ったものです。ところが、いまは30番もやれば多いほう。入門する子も少なく、辞められると困るので厳しくしない。逆にアマチュアのほうが稽古は厳しい。だからアマチュアで成績を残した人は、プロ入りしてすぐに番付の上位まで行ってしまう。プロとアマの実力が逆転しているんです」とはっきり言っている。

### 最強の関脇
琴錦が大関に昇進できなかった理由は、ムラッ気の多い性格故に成績が安定しなかったことと、連相撲だったことが挙げられる。すなわち、平幕で11〜12勝を挙げ、三役昇進後に前半戦を勝ち続けても、中盤から崩れて最終的に8〜9勝に終わる場所や、序盤戦で星が上がらないと後半も尻つぼみで負け越す場所が多かったのである。また、優勝争いにも何度か加わりながら終盤の重要な取組で敗れ、結局優勝を逃すケースが多かった。1991年（平成3年）1月場所は初日から9連勝だったものの10日目に初黒星を喫し、11日目にこの場所で9連敗と調子の上がらない隆三杉太一に敗れて連敗となり、優勝争いから脱落となった。また、同年11月場所では9日目に新入幕の貴ノ浪貞博に敗れたのが優勝と大関昇進を逃した原因と言われ、1993年（平成5年）7月場所14日目には栃乃和歌清隆に敗れてまたも優勝争いから脱落するなど、ここぞの一番で取りこぼすシーンが多く見られた。ただし引退後、琴錦本人は「現役時代は本気で大関を目指してはいなかった。自分は関脇のままでも良いと思っていた」と話している。
しかしながら実力は間違いなく大関クラスであり、関脇在位は同じ佐渡ヶ嶽部屋の長谷川勝敏と並ぶ21場所・当時史上1位タイの記録だった（現在は大関へ昇進した琴錦の弟弟子である琴光喜啓司に更新され、史上2位タイ）。当該場所の優勝力士から白星を7個獲得したという記録も琴錦の実力を物語る事実で、これは最高位が関脇以下の力士としては最高記録である。

## エピソード
- 血液型はB型。趣味はテレビゲームと野球観戦、車。
- 千葉ロッテマリーンズファンであり、同球団の始球式を務めたこともある。TUBEのファンでもあり、大相撲部屋別歌合戦では「俺は角界一、TUBEの似合う男。プロレスのように土俵入りの時に入場テーマがあるなら、絶対俺はTUBEだよ」と言って周囲を爆笑させた。
- 大の相撲ファンで知られたジャック・シラクフランス大統領は琴錦が一番の贔屓で、大統領在任中は琴錦と同郷の小渕恵三首相と会談の際、たびたび琴錦のことを話題に出した。
- 引退から5年後の2005年7月場所前に、既に37歳になっていた琴錦は、当時現役で自身より10歳も若い西十両8枚目の琴春日と稽古場で三番稽古を行い、14勝4敗と圧勝した。現役より30キロ体重が落ち、股関節も痛めていた身体である上に廻しを締めること自体がその前年の春以来であったにもかかわらず、最終的には琴春日のスタミナ切れで打ち止めとなった[25]。
- 湊富士は同じ群馬県出身の同期生である。2014年4月12日には湊富士の初土俵30周年を記念した前橋巡業が行われたが、当初は湊富士が同期生の琴錦に配慮して自身の記念事業として行うことを辞退する意向を示していた[26]。
- アマチュア相撲に新弟子集めのパイプが無いために、新弟子募集には苦労しており、そんな中でコンビニのアルバイトをしていた者やハローワーク通いをしていた者の中から弟子を獲得している。2017年7月場所前の時点では、マネージャーを雇う余裕もないという[23]。
- 2014年から、BSフジの『感動!大相撲がっぷり総見』という番組に解説兼進行役としてレギュラー出演している。同番組に出演した旭道山と花田虎上は若き日の琴錦について、「怖くて、とても話しかけられるような人ではなかった」と語っている。
- 2021年5月場所中の報道によると、暇さえあれば最寄りの駅などで行き交う若者たちを観察しては声をかけて運動経験があるかどうか確認するという。ある時は焼肉店などで偶々近くのテーブルに座った体格の良い若者にも声をかけ、時には夜中にコンビニ前でたむろしていた若干柄の悪そうなグループに「仕事してるの?ブラブラしているならウチの部屋に来ないか」と勧誘を行ったという。
- 朝日山部屋といえば『天才!志村どうぶつ園』で話題になった保護犬の「ちび」が有名。志村けんが愛した捨て犬を2017年4月に引き取った。2023年9月5日時点で白内障を抱えながらも11歳となったちびに加え「地域の方々から猫が最近多くなって困ると言われて、何かできないか」とコロナ禍の21年からは保護猫活動を開始。同時点ではオス2匹、メス3匹、そして居心地が良かったのか部屋にすみ着いた野良猫「らい」も加えた大所帯に成長した[27]。
- 2021年から妻と次女が朝日山部屋併設のパン屋を切り盛りしている[28]。

## 主な成績
- 生涯成績：663勝557敗58休 勝率.543
- 幕内成績：506勝441敗43休 勝率.534
- 現役在位：100場所
- 幕内在位：66場所
- 三役在位：34場所（関脇21場所、小結13場所）[6][1]
- 三賞：18回
  - 殊勲賞：7回（1990年7月場所・9月場所・11月場所、1991年11月場所、1995年7月場所、1998年5月場所・11月場所）
  - 敢闘賞：3回（1990年5月場所、1991年9月場所、1993年7月場所）
  - 技能賞：8回（1990年11月場所、1991年1月場所、1992年11月場所、1994年3月場所、1995年9月場所、1996年9月場所、1998年1月場所・11月場所）

通算18回受賞は安芸乃島に次ぐ歴代2位。
- 金星：8個

千代の富士 - 1個（1990年7月場所中日）
北勝海 - 1個（1990年5月場所12日目）
曙 - 1個（1998年5月場所中日）
貴乃花光司 - 3個（1995年7月場所中日、1998年11月場所13日目、1999年7月場所2日目）
若乃花勝 - 2個（1999年3月場所3日目、1999年5月場所7日目）
小結・関脇時代を含めると横綱戦では合計17勝（2不戦勝を含む）を挙げているが、大乃国康・武蔵丸光洋には一度も勝てなかった（武蔵丸戦は横綱昇進前に勝利経験あり）。曙太郎にもなかなか勝てず、横綱昇進前からかなり連敗している（通算成績は11勝30敗で、初期は7連勝するなど得意にしていたが、その後は11連敗、15連敗するなどほとんど勝てなくなった）。それとは逆に大関にはかなり強く、通算57勝している。若貴兄弟の両者から複数の金星を獲得した他、彼らが横綱に昇進する前から通算して10勝以上挙げており、かなり苦しめた。旭富士からの金星獲得はないが、三役時代に勝利経験がある。
- 対横綱戦成績：17勝63敗（千代の富士1勝2敗、北勝海3勝5敗、大乃国0勝3敗、旭富士2勝4敗、曙3勝24敗・うち不戦勝1、貴乃花5勝19敗・うち不戦勝1、若乃花3勝3敗・うち不戦敗1、武蔵丸0勝3敗）
- 対大関戦成績：57勝83敗（北天佑2勝1敗、小錦8勝11敗、旭富士0勝2敗、霧島7勝7敗、曙0勝3敗、貴乃花4勝7敗、若乃花8勝14敗、貴ノ浪14勝17敗・うち不戦敗1、武蔵丸13勝14敗、千代大海1勝4敗、出島0勝3敗）

- 各段優勝
  - 幕内最高優勝：2回（1991年9月場所、1998年11月場所）

いずれも平幕での達成。平幕で二度の幕内最高優勝は史上初にして、2022年1月現在でも唯一。年6場所制になってから最高位が関脇以下で2回優勝したのも、現役力士を除くと唯一である（最高位が関脇以下で2回優勝したのは現役力士でも玉鷲一朗が唯一。このほか、2022年9月現在の現役力士では、最高位が横綱である照ノ富士と最高位が大関である御嶽海の2人が関脇以下の地位でそれぞれ3回、幕内最高優勝を達成している）。

### 場所別成績
| | 一月場所 初場所（東京） | 三月場所 春場所（大阪） | 五月場所 夏場所（東京） | 七月場所 名古屋場所（愛知） | 九月場所 秋場所（東京） | 十一月場所 九州場所（福岡） |
| --- | ----------------------- | ----------------------- | ----------------------- | --------------------------- | ----------------------- | --------------------------- |
| 1984年 （昭和59年） | x                       | （前相撲）              | 西序ノ口14枚目 5–2      | 西序二段103枚目 6–1         | 東序二段34枚目 3–4      | 東序二段46枚目 4–3          |
| 1985年 （昭和60年） | 東序二段27枚目 4–3      | 東序二段7枚目 2–5       | 西序二段34枚目 6–1      | 東三段目78枚目 3–4          | 西三段目96枚目 6–1      | 西三段目46枚目 2–5          |
| 1986年 （昭和61年） | 西三段目72枚目 4–3      | 西三段目49枚目 4–3      | 東三段目33枚目 6–1      | 東幕下55枚目 4–3            | 東幕下41枚目 3–4        | 東幕下54枚目 5–2            |
| 1987年 （昭和62年） | 西幕下36枚目 5–2        | 東幕下21枚目 6–1        | 東幕下7枚目 5–2         | 東幕下2枚目 3–4             | 西幕下5枚目 3–4         | 西幕下10枚目 5–2            |
| 1988年 （昭和63年） | 東幕下4枚目 5–2         | 西十両12枚目 4–11       | 西幕下6枚目 5–2         | 西幕下筆頭 5–2              | 西十両12枚目 10–5       | 西十両5枚目 8–7             |
| 1989年 （平成元年） | 西十両2枚目 6–9         | 東十両6枚目 11–4        | 西前頭14枚目 8–7        | 東前頭12枚目 8–7            | 西前頭9枚目 7–8         | 東前頭11枚目 8–7            |
| 1990年 （平成2年） | 東前頭6枚目 8–7         | 東前頭2枚目 4–11        | 西前頭6枚目 9–6 敢★     | 東前頭筆頭 9–6 殊★          | 東小結 9–6 殊           | 西関脇 10–5 殊技            |
| 1991年 （平成3年） | 東関脇 11–4 技          | 東関脇 9–6              | 東関脇 8–7              | 東関脇 4–11                 | 東前頭5枚目 13–2 敢     | 西小結 12–3 殊              |
| 1992年 （平成4年） | 東関脇 7–8              | 東前頭筆頭 9–6          | 東張出小結 9–6          | 西関脇 6–9                  | 西前頭筆頭 11–4         | 東小結 13–2 技              |
| 1993年 （平成5年） | 西関脇 7–8              | 東張出小結 5–10         | 東前頭3枚目 8–7         | 西前頭筆頭 12–3 敢          | 西張出関脇 9–6          | 西関脇 9–6                  |
| 1994年 （平成6年） | 東張出関脇 9–6          | 東関脇 10–5 技          | 東関脇 9–6              | 東関脇 3–12                 | 西前頭3枚目 8–7         | 西小結 8–7                  |
| 1995年 （平成7年） | 西関脇 4–5–6            | 西前頭3枚目 休場 0–0–15 | 西前頭3枚目 8–7         | 東前頭筆頭 8–7 殊★          | 西小結2 10–5 技         | 西関脇2 8–7                 |
| 1996年 （平成8年） | 西関脇 9–6              | 西関脇 8–7              | 東関脇2 4–11            | 西前頭2枚目 9–6             | 西小結2 10–5 技         | 西関脇2 8–7                 |
| 1997年 （平成9年） | 西関脇 4–11             | 西前頭3枚目 8–7         | 西前頭筆頭 5–10         | 東前頭5枚目 5–10            | 西前頭9枚目 8–7         | 東前頭4枚目 8–7             |
| 1998年 （平成10年） | 西小結 10–5 技          | 東小結 6–9              | 東前頭2枚目 11–4 殊★    | 東小結 1–2–12               | 東前頭7枚目 5–10        | 西前頭12枚目 14–1 殊技★     |
| 1999年 （平成11年） | 東小結2 6–9             | 西前頭筆頭 6–9 ★        | 西前頭3枚目 9–6 ★       | 東前頭筆頭 8–7 ★            | 東小結 5–10             | 西前頭2枚目 7–8             |
| 2000年 （平成12年） | 東前頭3枚目 3–12        | 西前頭8枚目 2–3–10      | 西十両筆頭 休場 0–0–15  | 西十両筆頭 8–7              | 東十両筆頭 引退 1–7–0   | x                           |
| 各欄の数字は、「勝ち-負け-休場」を示す。 優勝 引退 休場 十両 幕下 三賞：敢=敢闘賞、殊=殊勲賞、技=技能賞 その他：★=金星 番付階級：幕内 - 十両 - 幕下 - 三段目 - 序二段 - 序ノ口 幕内序列：横綱 - 大関 - 関脇 - 小結 - 前頭（「#数字」は各位内の序列） |                         |                         |                         |                             |                         |                             |

## 幕内対戦成績
| 力士名   | 勝数 | 負数 | 力士名   | 勝数 | 負数  | 力士名   | 勝数  | 負数 | 力士名     | 勝数  | 負数 |
| -------- | ---- | ---- | -------- | ---- | ----- | -------- | ----- | ---- | ---------- | ----- | ---- |
| 蒼樹山   | 2    | 3    | 安芸乃島 | 39   | 9     | 安芸ノ州 | 0     | 1    | 曙         | 11(1) | 30   |
| 朝乃翔   | 5    | 2    | 朝乃若   | 5    | 3     | 旭富士   | 2     | 6    | 旭豊       | 2     | 5    |
| 板井     | 2    | 2    | 恵那櫻   | 1    | 4     | 大碇     | 1     | 0    | 巨砲       | 3     | 3    |
| 大乃国   | 0    | 3    | 小城錦   | 5    | 0     | 小城ノ花 | 2     | 1    | 魁皇       | 16    | 12   |
| 海鵬     | 0    | 2    | 春日富士 | 5    | 1     | 巌雄     | 2     | 1    | 北勝鬨     | 5     | 1    |
| 騏乃嵐   | 1    | 3    | 旭鷲山   | 5    | 4     | 旭道山   | 7     | 8    | 鬼雷砲     | 1     | 1    |
| 霧島     | 9    | 10   | 起利錦   | 5    | 2     | 久島海   | 11    | 7    | 剣晃       | 7     | 5    |
| 高望山   | 2    | 0    | 五城楼   | 1    | 0     | 小錦     | 12    | 12   | 駒不動     | 1     | 0    |
| 逆鉾     | 3    | 4    | 敷島     | 2    | 1     | 陣岳     | 3     | 2    | 大至       | 1     | 0    |
| 太寿山   | 1    | 2    | 大翔鳳   | 10   | 2     | 大翔山   | 5     | 3    | 大善       | 6     | 2    |
| 貴闘力   | 28   | 18   | 貴ノ浪   | 19   | 21(1) | 貴乃花   | 14(1) | 34   | 孝乃富士   | 4     | 2    |
| 隆三杉   | 12   | 3    | 玉春日   | 7    | 6     | 千代大海 | 3     | 7    | 千代の富士 | 1     | 2    |
| 出島     | 3    | 7    | 寺尾     | 20   | 9(1)  | 闘牙     | 1     | 4    | 時津海     | 5     | 0    |
| 時津洋   | 1    | 0    | 土佐ノ海 | 8    | 10    | 栃東     | 5     | 7    | 栃司       | 4     | 2    |
| 栃乃洋   | 4    | 3    | 栃乃和歌 | 26   | 15    | 巴富士   | 4     | 0    | 智ノ花     | 3     | 1    |
| 豊ノ海   | 7    | 1    | 浪之花   | 2    | 1     | 花ノ国   | 5     | 3    | 濱ノ嶋     | 5     | 4    |
| 肥後ノ海 | 3    | 6    | 富士乃真 | 1    | 0     | 北天佑   | 2     | 1    | 北勝海     | 3     | 5    |
| 舞の海   | 3    | 4    | 三杉里   | 20   | 10    | 水戸泉   | 13(1) | 6    | 湊富士     | 7     | 4    |
| 雅山     | 0    | 2    | 武蔵丸   | 18   | 26    | 武双山   | 7     | 22   | 龍興山     | 1     | 0    |
| 両国     | 4    | 2    | 若翔洋   | 6    | 3     | 若瀬川   | 3     | 4    | 若の里     | 1     | 1    |
| 若ノ城   | 2    | 0    | 若乃花   | 16   | 25(1) | 和歌乃山 | 1     | 0    |            |       |      |

## 改名歴
- 松澤 英行（まつざわ ひでゆき） - 1984年3月
- 琴松沢 英行（ことまつざわ - ） - 1984年5月〜1987年9月
- 琴錦 功浩（ことにしき かつひろ） - 1987年11月〜1988年7月
- 琴錦 功宗（-かつひろ） - 1988年9月〜1994年9月
- 琴錦 玄教（-ひろのり） - 1994年11月〜1995年9月
- 琴錦 英行（-ひでゆき） - 1995年11月〜1996年5月
- 琴錦 功宗（-かつひろ） - 1996年7月〜2000年9月

## 年寄変遷
- 琴錦 功宗（ことにしき かつひろ） - 2000年9月〜2002年9月〔準年寄〕
- 若松 英行（わかまつ ひでゆき） - 2002年9月〜2003年9月
- 竹縄 英行（たけなわ - ） - 2003年9月〜2007年7月
- 浅香山 英行（あさかやま - ） - 2007年7月〜2009年1月
- 荒磯 英行（あらいそ - ） - 2009年1月〜2009年9月
- 秀ノ山 英行（ひでのやま - ） - 2009年9月〜2009年11月
- 秀ノ山 穣憲（ひでのやま しげかず） - 2009年11月〜2014年1月
- 中村 英行（なかむら ひでゆき） - 2014年1月〜2016年1月
- 朝日山 宗功（あさひやま ひろかつ） - 2016年1月〜